# Pave Sylvester 2.
Pave Sylvester 2. eller Silvester 2. (født Gerbert d'Aurillac ca. 946 – 12. maj 1003) var pave fra 2. april 999 til sin død. Han var den første franske pave og en af de 28, som blev begravet i Lateranet.

## Baggrund
Gerberts forældre må have været af almuen, da de ikke er omtalt nogen steder. Han blev uddannet i klosteret Saint-Gerald i Aurillac, et benediktinerkloster grundlagt omkring 60 år før Gerbert gik ind i det i 963.
Samtiden så på Sylvester med mistro og holdt ham for en magiker, der havde solgt sin sjæl til djævelen. Han havde studeret hos araberne og jøderne i Cordoba og indførte arabiske tal til Vesten og ejede et damporgel og et mekanisk ur. Da befolkningen i Rom også så ham foretage astronomiske observationer fra Lateranets tag om natten og skrive kabbalistiske tegn på pergament, blev de utrygge ved ham. En Rasponi var øjenvidne, da Sylvesters grav blev åbnet og ødelagt i 1648, og skriver i sin beretning De Basilica et Patriarchio Lateranensi fra 1656: "I 1648, da nye grundmure blev lagt for kirkens venstre fløj, blev liget af Sylvester 2. fundet i en marmorsarkofag, tolv fod under jorden." Den døde var angiveligt velbevaret og lå i fuldt ornat med armene krydset over brystet. Men ved første berøring faldt mumien sammen til støv, og kun et sølvkors og en signetring var tilbage.
Stadig kan besøgende i Laterankirken røre ved låget på Sylvesters sarkofag. Det påstås, at hvis der er vanddråber på den, skal en pave snart dø. Er den kun fugtig, er det et varsel om en biskops eller kardinals død. 

## Sagn, overtro og eftermæle
Michael Skotten i 1200-tallet beskrev pave Sylvester 2. som "den bedste nekromantiker i Frankrig, som luftens dæmoner villigt adlød i alt, han forlanger af dem, ved dag som ved nat."  I 1120-årene påstod William af Malmesbury, at pave Sylvester praktiserede sortekunst i Rom og ejede en "forbudt" bog, stjålet fra en arabisk filosof. Paven skulle have afbrudt studier i Toledo, fordi han havde stjålet sin lærers sorte bog. Videre skulle han have haft to djævle med som sine tjenere, der hjalp ham at finde nedgravede guldskatte i Rom.
Selv skulle paven have konstrueret en talende statue, egentlig et bronzehoved, der kunne besvare alle ja- og nej-spørgsmål og hed Meridiana. I andre sagn tjente bronzehovedet som et orakel, der kunne fremsige hele profetier. Efter at være valgt til pave i 999, skal Sylvester have spurgt det, hvor længe han ville blive siddende ved magten. Svaret lød: "Så længe, han undgik at holde messe i Jerusalem." Profetien blev opfyldt, da han udåndede under en messe i kirken Santa Croce in Gerusalemme (= Det hellige kors i Jerusalem). Ifølge legenden blev hans synder tilgivet ham af Gud, og han ligger begravet i Laterankirken; men det forlød, at når en pave skal dø, skramler knoglerne i Sylvesters grav. Ophavet til den tanke findes i hans epitafium i Laterankirken, mod en af søjlerne til højre side. Forfatteren har her forsøgt at udtrykke de afdødes villighed til at vise sig for Herren ved hans genkomst; men ordene venturo domino blev tolket, ikke som Kristi ankomst, men den fremtidige paves; og ad sonitum blev tolket, ikke som trompeters klang på den yderste dag, men som knoglers raslen.
Først i 1602 fandt pavens bibliotekar, kardinal Baronius, en samling af Sylvesters breve og fastslog, at han kun var "en lærd mand, forud for sin tid."  Blandt andet opfandt han i 966 en enkel mekanisme, der ringede med regelmæssige mellemrum for at kalde munkene til bøn. Den anses som det første mekaniske ur.

## Biografi
Nancy Marie Brown: The Abacus and the Cross: The Story of the Pope Who Brought the Light of Science to the Dark Ages (2010) 
1. ↑  "Story of Pope Sylvester II corrects mistaken views on Islam, science". Arkiveret fra originalen 21. februar 2021. Hentet 16. december 2016.